# IC 4088
IC 4088 је спирална галаксија у сазвјежђу Береникина коса која се налази на листи објеката дубоког неба у Индекс каталогу.
Деклинација објекта је + 29° 2' 39" а ректасцензија 13h 1m 43,5s. Привидна величина (магнитуда) објекта IC 4088 износи 13,9 а фотографска магнитуда 14,7. Налази се на удаљености од 102,770 милиона парсека од Сунца. IC 4088 је још познат и под ознакама UGC 8140, MCG 5-31-102, CGCG 160-102, PGC 44921.